# Ophiuche philomedia
Ophiuche philomedia là một loài bướm đêm trong họ Erebidae.